# Sunflower (The Beach Boys-album)
A Sunflower a The Beach Boys tizenhatodik stúdióalbuma, az egyetlen 1970-ben kiadott albumuk. Egyben ez volt az első kiadványuk, ami a Reprise Records kiadásában jelent meg.
Megjelenése óta kritikai elismertsége nőtt az évek folyamán és a lemezt, a Beach Boys egyik legjobbjaként emlegetik. A Rolling Stone magazin Minden idők 500 legjobb albumá-nak listáján, a 380. helyen végzett.

## Számlista
| 1. | Slip On Through            | Dennis Wilson                                 | Dennis Wilson                                                   | 2:17 |
| 2. | This Whole World           | Brian Wilson                                  | Brian and Carl Wilson                                           | 1:56 |
| 3. | Add Some Music to Your Day | B. Wilson/Joe Knott/Mike Love                 | Mike Love, Bruce Johnston, C. Wilson, B. Wilson, and Al Jardine | 3:34 |
| 4. | Got to Know the Woman      | D. Wilson                                     | D. Wilson                                                       | 2:41 |
| 5. | Deirdre                    | Bruce Johnston/B. Wilson                      | Johnston                                                        | 3:27 |
| 6. | It's About Time            | D. Wilson/Carl Wilson/Bob Burchman/Al Jardine | C. Wilson                                                       | 2:55 |

| 1. | Tears in the Morning | Johnston                    | Johnston           | 4:07 |
| 2. | All I Wanna Do       | B. Wilson/Love              | Love and B. Wilson | 2:34 |
| 3. | Forever              | D. Wilson/Gregg Jakobson    | D. Wilson          | 2:40 |
| 4. | Our Sweet Love       | B. Wilson/C. Wilson/Jardine | C. Wilson          | 2:38 |
| 5. | At My Window         | B. Wilson/Jardine           | Johnston           | 2:30 |
| 6. | Cool, Cool Water     | B. Wilson/Love              | B. Wilson and Love | 5:03 |